# Шестовська Віра Степанівна
Віра Степанівна Шестовська (1924, тепер Київська область — ?) — українська радянська діячка, новатор сільськогосподарського виробництва, доярка радгоспу «Терезине» Білоцерківського району Київської області. Депутат Верховної Ради УРСР 2-го скликання.

## Біографія
Народилася у селянській родині. Член ВЛКСМ. До 1941 року — доярка радгоспу «Терезине» Білоцерківського району Київської області.
Під час німецько-радянської війни перебувала в евакуації у радгоспі «Хоперський піонер» Сталінградської області РРФСР.
З 1944 року — доярка радгоспу «Терезине» Білоцерківського району Київської області. У 1946 році надоїла по 2550 літрів молока від кожної із 15 закріплених корів.

## Нагороди
- ордени
- медалі